# Norberto
Norberto  è un nome proprio di persona italiano maschile.

## Varianti
- Maschili: Nolberto[1], Noberto[1]
  - Ipocoristici: Berto
- Femminili: Norberta[1][3][4]
  - Ipocoristici: Berta

### Varianti in altre lingue
- Francese: Norbert[2]
- Germanico: Nordobert[1][3][6], Nordbert[6], Nordoberth[6], Nordpraht[6], Nordpert[6]
- Inglese: Norbert[2][7]
- Latino: Norbertus
- Limburghese: Norbaer[2]
  - Ipocoristici: Baer[2], Bèr[2], Nor[2]
- Lettone: Norberts
- Lituano: Norbertas
- Olandese: Norbert[2]
- Polacco: Norbert[2]
- Portoghese: Norberto[2]
- Slovacco: Norbert
- Spagnolo: Norberto[2]
- Tedesco: Norbert[2]
- Ungherese: Norbert[2]

## Origine e diffusione
Continua il nome germanico Nordobert, attestato già dal VII secolo, che è composto dalle radici nord (o north, northa, "nord", "settentrione") e beraht (o berth, "brillante", "illustre"), con il possibile significato di "uomo illustre del Nord", "illustre nel Settentrione"; il primo elemento viene interpretato, da alcune fonti, come "forza", con il significato complessivo di "illustre per la sua forza", ma che la radice germanica abbia avuto tale significato è dubbio.
Il primo elemento si ritrova anche nel nome Normanno, mentre il secondo, molto comune nei nomi germanici, si riscontra ad esempio in Roberto, Alberto, Dagoberto, Egberto e via dicendo.
Il suo utilizzo in Italia non sembra essere di epoca longobarda, e dipende invece dal culto di san Norberto; non è molto popolare, per quanto non sia nemmeno raro, ed è attestato prevalentemente al Nord e al Centro, specialmente nel Lazio. Negli odierni Stati Uniti venne portato da coloni europei nel XVII e XVIII secolo.

## Onomastico
L'onomastico si festeggia il 6 giugno in ricordo di san Norberto di Prémontré, o di Xanten, arcivescovo di Magdeburgo e fondatore dei premonstratensi. Con questo nome si commemora anche, in data 23 settembre, il beato Norberto Cembranos de la Verdura, oblato cappuccino ucciso a Villalquite nella provincia di León, uno dei martiri della guerra civile spagnola.

## Persone

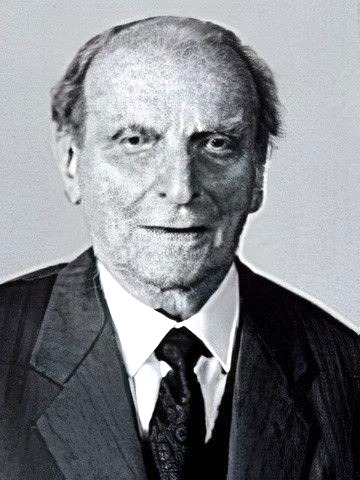
Norberto Bobbio

- Norberto di Prémontré, arcivescovo cattolico e santo tedesco
- Norberto Alonso, calciatore argentino
- Norberto Bobbio, filosofo, storico e politologo italiano
- Norberto Fontana, pilota automobilistico argentino
- Norberto Galli, pedagogista italiano
- Norberto Höfling, calciatore, allenatore di calcio e dirigente sportivo rumeno
- Norberto Méndez, calciatore argentino
- Norberto Menéndez, calciatore argentino
- Norberto Neto, calciatore brasiliano
- Norberto Rivera Carrera, cardinale e arcivescovo cattolico messicano
- Norberto Sopranzi, saggista, drammaturgo, scrittore, educatore, italiano
- Norberto Yácono, calciatore argentino

### Variante Norbert

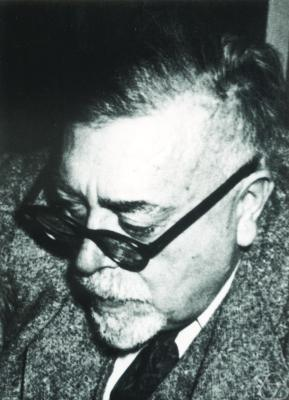
Norbert Wiener

- Norbert-Bertrand Barbe, semiologo e storico dell'arte francese
- Norbert Gstrein, scrittore austriaco
- Norbert Huber, slittinista italiano
- Norbert Kamp, storico tedesco
- Norbert Conrad Kaser, poeta e scrittore italiano
- Norbert Riedel, ingegnere tedesco
- Norbert Röttgen, politico tedesco
- Norbert Samuelson, filosofo e teologo statunitense
- Norbert van Bloemen, pittore fiammingo
- Norbert Wiener, matematico e statistico statunitense